# 秋田中央郵便局
秋田中央郵便局（あきたちゅうおうゆうびんきょく）は秋田県秋田市保戸野鉄砲町にある郵便局である。民営化前の分類では集配普通郵便局であった。

## 概要
住所：〒010-8799 秋田県秋田市保戸野鉄砲町5番1号
- 設置以来、秋田県内の地域区分局業務を担ってきた。2018年8月18日に岩手郵便局 (岩手県)に移管。

### 併設施設
- かんぽ生命保険秋田支店秋田中央郵便局かんぽサービス部

### 出張所（局外ATM）
民営化後はゆうちょ銀行仙台支店の出張所となった。
- 秋田大学内出張所
- ゆうちょ銀行仙台支店秋田出張所：ホリデーサービス実施
- マルダイ八橋店内出張所：ホリデーサービス実施

## 沿革
- 1872年8月4日（明治5年7月1日） - 久保田（くぼた）郵便取扱所として、茶町の幸野治右衛門邸に開設[1]。
- 1873年（明治6年） - 久保田郵便役所となる[2]。
- 1875年（明治8年）1月1日 - 久保田郵便局（二等）となる。翌日より為替取扱を開始[2]。
- 1876年（明治9年）2月1日 - 秋田県内初の郵便差入柱函（郵便ポスト）が上通町と馬口労町の2箇所に設置。
- 1878年（明治11年）7月25日 - 貯金取扱を開始[3]。
- 1881年（明治14年）12月 - 秋田郵便局に改称[2]。
- 1885年（明治18年） - 電信取扱を開始[2]。
- 1887年（明治20年）4月1日 - 秋田郵便局と秋田電信分局が合併し、秋田郵便電信局となる[4]。
- 1888年（明治21年）
  - 10月20日 - 日仏および日伊両国間の郵便為替事務取扱を開始[5]。
  - 12月26日 - 日港間の郵便為替事務取扱を開始[6]。
- 1889年（明治22年）
  - 4月27日 - 日独間の郵便為替事務取扱を開始[7]。
  - 7月17日 - 等級を二等から一等に改定[8]。
- 1893年（明治26年）
  - 3月1日 - 小包郵便取扱を開始[9]。
  - 11月10日 - 等級を一等から二等に改定[10]。
- 1896年（明治29年）10月1日 - 日英間の小包郵便取扱を開始[11]。
- 1902年（明治35年）3月10日 -  郵便為替金の居宅払取扱を開始[12]。
- 1903年（明治36年）4月1日 - 通信官署官制の施行に伴い秋田郵便局（二等）となる[2]。
- 1907年（明治40年）
  - 7月8日 - 電話加入申込受理を開始[13]。
  - 11月10日 - 女子電話交換手の第1回採用試験を実施[14]。
  - 12月26日 - 電話交換業務および電話通話事務並びに電話加入者の託送電報取扱を開始[15]。加入数201名[14]。電話交換手11人[14]。
- 1910年（明治43年）4月1日 - 秋田郵便局（一等）を設置し、秋田郵便局（二等）の現業事務を継承[16]。
- 1914年（大正3年）9月2日 - 局舎新築工事のため、秋田市本町四丁目[17]から、同市茶町梅ノ丁[17]に局舎を移転[18]。
- 1915年（大正4年）6月1日 - 秋田市茶町梅ノ丁から、同市本町四丁目に局舎を新築、移転[19]。
- 1916年（大正5年）
  - 4月1日 - 府県税納入振替貯金特別取扱を開始[20]。
  - 10月1日 - 簡易生命保険取扱を開始。
- 1923年（大正12年）5月21日 - 郵便振替貯金小切手払込取扱を開始[21]。
- 1926年（大正15年）10月1日 - 郵便年金取扱を開始。
- 1927年（昭和2年）11月16日 - 秋田市亀ノ丁西土手町11番地に秋田簡易保険健康相談所を開設[22]。健康相談および巡回看護事務の取扱を開始。
- 1936年（昭和11年）9月6日 - 課長制を実施[23]。
- 1937年（昭和12年）12月27日 - 局内より出火し、局舎全焼[24]。
- 1938年（昭和13年）7月3日 - 秋田市土手長町から、同市豊島町[25]に局舎を移転[26]。
- 1942年（昭和17年）11月21日 - 秋田楢山郵便局の電信事務休止に伴い、その業務を承継する[27]。
- 1943年（昭和18年）11月21日 - 秋田通町郵便局、秋田馬口労町郵便局、秋田亀ノ丁郵便局および秋田表鉄砲町郵便局の電信事務休止に伴い、その業務を承継する[28]。
- 1947年（昭和22年）12月11日 - 郵便局で取扱う電話通話事務を除く電話事務を秋田電話局に移管[29]。
- 1949年（昭和24年）
  - 2月21日 - 電信事務を秋田電信局に移管。
  - 12月1日 - 秋田市豊島町から、同市本町四丁目に局舎を新築、移転[30][31]。火災以前の場所に戻る。
- 1952年（昭和27年）4月20日 - 武塙祐吉秋田市長に一日郵便局長を委嘱[32]。
- 1962年（昭和37年）7月14日 - 局舎新築工事のため、郵便課と集配課を秋田市長野町[33]の旧秋田高校校舎へ、その他を同市東根小屋町[34]の旧県立図書館へそれぞれ移転[35]。
- 1963年（昭和38年）
  - 1月16日 - 秋田-東京間の速達郵便の航空輸送を開始[36]。
  - 11月 - 局舎新築落成。
- 1966年（昭和41年）10月31日 - 東京-秋田間下り便を使用した普通郵便の航空輸送を開始[37]。
- 1967年（昭和42年）
  - 7月23日 - 普通郵便の日曜日配達を休止[38]。
  - 10月 - 秋田-東京間上り便を使用した普通郵便の航空輸送を開始[37]。
- 1968年（昭和43年）
  - 7月1日 - 郵便番号制度が開始。秋田県全域と青森県上北郡十和田湖町の一部に、郵便番号上2桁01が割り当てられる[39]。
  - 12月6日 - 県内初となる自動押印機を導入[40]。
- 1978年（昭和53年）6月16日 - 簡易保険オンラインシステムを導入[41]。
- 1984年（昭和59年）
  - 2月1日 - 当局を中心とした自動車便による新輸送システムが確立[42]。
  - 6月29日 - 局舎新築落成[42]。
  - 7月16日 - 秋田市大町四丁目から、同市保戸野鉄砲町に局舎を新築、移転[43]。
- 1985年（昭和60年）3月14日 - 奥羽本線を経由する鉄道郵便輸送（福島秋田線）が廃止[44]。
- 1986年（昭和61年）3月 - 日本海縦貫線を経由する鉄道郵便輸送（大阪青森線）が廃止[45]。
- 1987年（昭和62年）7月1日 - 秋田中央郵便局に改称。
- 1991年（平成3年）10月1日 - 外国通貨の両替および旅行小切手の売買に関する業務取扱を開始。
- 1999年（平成11年）7月10日 - 外旭川簡易郵便局の廃止に伴い、取扱事務を承継する[46]。
- 2003年（平成15年）3月3日 - 新屋郵便局から集配業務ならびに郵便貯金・簡易保険の集金業務を移管[47]。
- 2007年（平成19年）
  - 3月5日 - 太平郵便局から集配業務を移管[48]。同時に、当局と土崎郵便局を除く秋田市・男鹿市・潟上市・南秋田郡のすべての集配局を配達センター化し、当局はそれらの統括センターとなる。
  - 10月1日 - 民営化に伴い、併設された郵便事業秋田支店とかんぽ生命保険秋田支店に一部業務を移管。
- 2012年（平成24年）10月1日 - 日本郵便株式会社の発足に伴い、郵便事業秋田支店を秋田中央郵便局に統合｡
- 2015年（平成27年）4月1日 - フランス宛海外クール宅配便（クールEMS）取扱を開始[49]
- 2017年（平成29年）11月6日 - かんぽ生命保険秋田支店が当局から、同市旭北錦町に移転[50]。
- 2018年（平成30年）
  - 3月23日 - 秋田市と市内郵便局にて、災害発生時の対応並びに日常の業務における高齢者等の見守り活動の相互協力及び道路破損等発見時の対応に関する協定を締結[51]。
  - 8月18日 - 地域区分局業務を、岩手郵便局へ移管。
- 2019年（令和元年）
  - 5月13日 - 土崎郵便局および仁井田郵便局から集配業務を移管[52]。
  - 8月6日 - 秋田県と日本郵便株式会社にて、包括連携協定を締結[53]。
  - 11月27日 - フリーアナウンサー宇賀なつみに一日郵便局長を委嘱[54]。
- 2020年（令和2年）
  - 2月3日 - 郵便窓口にキャッシュレス決済を導入[55]。
  - 4月22日 - 新型コロナウイルス感染拡大防止のため、ゆうゆう窓口の営業時間を短縮[56]。24時間営業を終了。
  - 12月30日 - この日をもって、外貨両替取扱を終了。
- 2021年（令和3年）
  - 1月28日 - 秋田市と日本郵便株式会社にて、地域の活性化および住民サービスの向上などを図ることを目的に、包括連携協定を締結[57]。
  - 10月2日 - 普通郵便の土曜日配達を休止[58]。
- 2022年（令和4年）

  - 4月1日 - 日本郵政グループの組織改正により、かんぽ生命保険秋田支店秋田中央郵便局かんぽサービス部を設置。当局が取扱っていた金融コンサルタント業務を移管[59]。
  - 7月29日 - 開局150年を記念して、秋田ノーザンハピネッツ中山拓哉選手が一日郵便局長として記念イベントに参加[60]。
- 2024年（令和6年）
  - 8月2日 - 高齢女性の特殊詐欺被害を防止したとして、秋田中央警察署から男性窓口営業部課長代理に感謝状を贈呈[61]。
  - 11月6日 - 高齢男性の特殊詐欺被害を防止したとして、秋田中央警察署から女性局員に感謝状を贈呈[62]。

## 取扱内容
- 郵便、印紙、ゆうパック、チルドゆうパック、内容証明、国際郵便
- 貯金、貸付、為替、振替、振込、国際送金、国債、投資信託、確定拠出年金、財形定額貯金
- 生命保険、バイク自賠責保険、自動車保険、がん保険、引受条件緩和型医療保険、変額年金保険
- ゆうちょ銀行ATM
- 秋田市内の一部地域（〒010-00xx、010-08xx、010-09xx、010-11xx、010-14xx、010-16xx、011-09xx）の集配業務
- ゆうゆう窓口

## 周辺
- 秋田県庁
- 秋田市役所
- 日本年金機構秋田年金事務所
- 秋田大学教育文化学部 附属特別支援学校・同附属中学校・同附属小学校・同附属幼稚園
- 聖園学園短期大学
- 秋田テレビ
- 八橋総合運動公園

## アクセス
- JR秋田駅（西口）から北西へ約2km（徒歩約28分）
- 秋田中央交通バス 秋田中央郵便局前停留所下車
- 秋田自動車道 秋田中央ICから西へ、もしくは秋田北ICから南へそれぞれ約6.5km
- 駐車場あり：29台

## その他

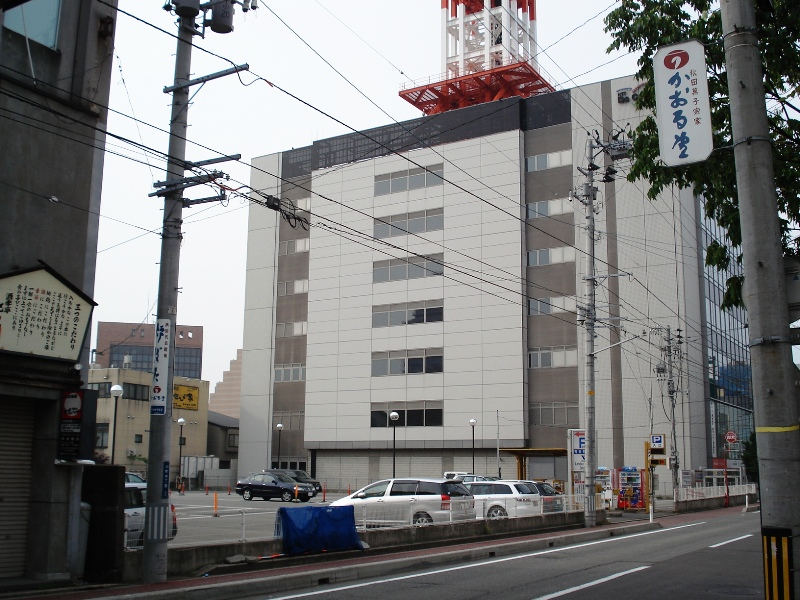
旧秋田郵便局跡地（秋田市大町四丁目）

現在地に移転する前は、秋田市大町四丁目（現在のランデック大町パーキング）に所在していたが、移転した際、近隣の利用者の私書箱利用の便宜を図るために、当時近隣に所在していた無集配特定郵便局の秋田大町郵便局で私書箱が利用できるようにしており、それが現在まで引き継がれている。そのため、秋田大町郵便局には独自の郵便番号（〒010-8621）が符番されている。